# 大岩遗址
大岩遗址，位于中国广西壮族自治区桂林市临桂县临桂镇临二塘村委小太平村下岩门山北麓，为一个文物保护单位，类型为古遗址，为第六批广西壮族自治区文物保护单位，公布时间为2009年5月4日。2019年10月，列入第八批全国重点文物保护单位。
大岩遗址的历史年代为旧石器时代-新石器时代。